# Daïra de Sidi Ali Boussidi
La daïra de Sidi Ali Boussidi est une circonscription administrative algérienne située dans la wilaya de Sidi Bel Abbès. Son chef-lieu est situé sur la commune éponyme de Sidi Ali Boussidi.
La daïra regroupe les quatre communes:
- Sidi Ali Boussidi
- Aïn Kada
- Lamtar
- Sidi Daho des Zairs